# Иж-Байки
Иж-Байки (тат. Иж-Бәйки) — деревня в Агрызском районе Республики Татарстан. Входит в состав Иж-Бобьинского сельского поселения.

## География
Деревня расположена на правом берегу реки Иж, в 12 км к югу от города Агрыза. До центра сельского поселения, села Иж-Бобья — 8 км по автодороге 16К-0005 на север. Расстояние до административного центра района, города Агрыз, составляет по той же дороге 15 км на север.

## История
По II ревизии 1744—47 годов деревня с 55 ревизскими душами входила в Тойкину сотню Абдулову Арской дороги Казанского уезда Казанской провинции Казанской губернии, в 1762 году насчитывалось 84 души мужского пола.
В «Списке населённых мест Российской империи», изданном в 1876 году, населённый пункт упомянут как казённая деревня Ижбайки 3-го стана Сарапульского уезда Вятской губернии, при речке Иже, расположенная в 66 верстах от уездного города Елабуга. В деревне насчитывалось 65 дворов и проживало 389 человек (206 мужчин и 183 женщины), имелась мечеть.
По подворной переписи 1890 года в деревне Иж-Байки Иж-Байкинского сельского общества проживало 603 государственных крестьянина из татар в 115 дворах (303 мужчины, 300 женщин), из них 1 грамотный, 1 полуграмотный и 1 учащийся. Занимались земледелием (имелось 15,9 десятины усадебной земли, 559,3 десятины пашни, 665,5 десятин сенокоса, 54,6 десятин выгона, 205 десятин подушного леса и 248,2 — лесного надела, а также 129 десятин неудобной земли; 7,7 десятин было сдано крестьянам других общин), скотоводством (115 лошадей, 244 головы КРС, 349 овец, 21 коза), пчеловодством (51 улей в 12 дворах), из промыслов — в основном торговлей в Елабужском уезде и подённой работой. Имелись мечеть и новометодное медресе.
По переписи 1897 года здесь проживало 602 человека (304 мужчины, 298 женщин), все магометане.
В 1905 году в деревне проживало 632 жителя (302 мужчины, 330 женщин) в 119 дворах. 
С 14 февраля 1927 вошла в состав Агрызского района (в 1948 году — единственный населённый пункт Иж-Байкинского сельсовета, с 1 февраля 1963 года по 4 марта 1964 года в составе Елабужского сельского района).
В 1928 году здесь была организована артель «Кече урман» («Малый лес»), в ней было всего 18 хозяйств. С 1930 года организован колхоз под названием «Кызыл Иж» («Красный Иж»), в 1933 году колхоз переименован в «Татарстан», он стал заниматься кролиководством. 

## Население
| 1762 | 1859 | 1890 | 1920 | 1926 | 1938 | 1958 | 1970 | 1989 | 2002 | 2010 | 2015 |
| ---- | ---- | ---- | ---- | ---- | ---- | ---- | ---- | ---- | ---- | ---- | ---- |
| 84   | 389  | 607  | 870  | 825  | 765  | 789  | 377  | 235  | 195  | 237  | 218  |

Национальный состав села — татары.

## Инфраструктура и улицы
В деревне имеются фельдшерско-акушерский пункт, 2 магазина, сельский клуб, мечеть. Есть также разрушенная ферма КРС, кладбище.
В деревне три улицы — Центральная, Набережная и Колхозная.

## Религия
С 2009 года в деревне действует мечеть.